# Хадж Махмуд
Хадж Махмуд (фр. Hadj Mahmoud, нар. 24 квітня 2000, Сус) — туніський футболіст, півзахисник швейцарського клубу «Лугано».
Виступав, зокрема, за клуб «Етюаль дю Сахель».
Володар Кубка Швейцарії.

## Ігрова кар'єра
Народився 24 квітня 2000 року в місті Сус. Вихованець футбольної школи клубу «Етюаль дю Сахель». Дорослу футбольну кар'єру розпочав 2019 року в основній команді того ж клубу, в якій провів два сезони, взявши участь у 28 матчах чемпіонату. 
До складу клубу «Лугано» приєднався 2021 року. Станом на 29 грудня 2023 року відіграв за команду з Лугано 45 матчів у національному чемпіонаті.

## Титули і досягнення
- Володар Кубка Швейцарії (1):

«Лугано»: 2021-2022